# Shadow of the Comet
Shadow of the Comet (posteriormente reeditado como Call of Cthulu: Shadow of the Comet) es un juego del género aventura gráfica para PC, lanzado en 1993. Fue desarrollado y distribuido por Infogrames. El juego está inspirado en el ciclo Los Mitos de Cthulhu originado por H. P. Lovecraft, utilizando muchos elementos de los relatos El horror de Dunwich y La sombra sobre Innsmouth. Existe una secuela no directa llamada Prisoner of Ice.

## Argumento
El juego tiene lugar en 1910 y trata sobre la visita de un joven reportero gráfico británico, llamado John Parker, a las aisladas tierras de Nueva Inglaterra, concretamente a un pequeño pueblo pesquero llamado Illsmouth (el cual es una variación de Innsmouth, nombre de un pueblo que aparece en algunos relatos de Lovecraft) para presenciar y fotografiar el paso del Cometa Halley, además de descubrir que le sucedió realmente al científico Lord Boleskine. 
Anteriormente hace 76 años, cuando pasó por última vez el cometa, Boleskine visitó el pueblo después de enterarse de que se daban ciertas condiciones que permitían observar objetos astronómicos más claramente y más de cerca, que en cualquier otro lugar de la Tierra. Una vez en el pueblo, Boleskine puso a prueba esa teoría mediante la observación del cometa desde Illsmouth, pero algo malo sucedió y se volvió loco, por lo que fue ingresado en un hospital psiquiátrico en Londres, para el resto de su vida. 
Una vez que Parker llega al pueblo, tropieza con una conspiración siniestra y debe sobrevivir tres días, entre su llegada y el paso del cometa, mientras averigua lo que sucedió en 1834.

## Aspectos técnicos

### Gráficos
El juego funciona en modo VGA, a una resolución de 300 x 200 con 256 colores.
Todas las pantallas que aparecen en el juego fueron previamente dibujadas a mano, para posteriormente ser escaneados y retocadas píxel a píxel.
Destacan los primeros planos de los personajes (algunos muy parecidos a personajes famosos, como por ejemplo Jack Nicholson, Vincent Price, Sean Connery, Katy Jurado o el mismísimo Lovecraft) que aparecen cuando se mantienen algunas conversaciones o suceden sucesos importantes.

### Sonido
Aparecen efectos de sonido y la música de fondo es generada mediante MIDI. La versión en CD-ROM incluye diálogos hablados en inglés, que acompañan a los subtítulos en varios idiomas. Además en la versión en CD-ROM se modificó en parte la banda sonora, dándole más calidad.
La música fue compuesta por Philippe Vachey, también conocido por componer la música de Alone in the Dark y Little Big Adventure.

### Control
El juego en la versión en disquetes es solo manejable mediante teclado, a diferencia de la versión en CD-ROM en la cual también se puede usar el ratón.
Las teclas con flechas direccionales son usadas para mover al personaje. Para realizar acciones se usan T(hablar), U(usar), G(coger) L(mirar), I(mirar inventario), Y(mirar diario) y M(mapa para viaje rápido). También tienen un uso destacado las teclas D(con la cual sale un menú para guardar/cargar partida, configuración del juego y salir del juego) y P(pausa).
Para que sea más fácil encontrar objetos relevantes que sean susceptibles de ser tomados o usados durante la aventura, se señalan al jugador cuando se pasa cerca de ellos, mediante una línea que sale de los ojos del personaje que controlamos.

## Miscelánea
La versión CD-ROM incluye un museo donde, con la misma interfaz del juego y manejando al mismo personaje, podemos observar objetos y obras relacionadas con el universo creado a partir de Los Mitos de Cthulhu. También incluye una introducción más larga.
Las versión en disquetes incluía una original protección anticopia, que consistía en una tarjeta de cartón (con la inscripción Invitación al Planetario de Arkham), con una lente y unas estrellas en miniatura, que eran aumentadas con la ayuda de la lente.
Antes de ser comercializarse el juego, se lanzó una demo que incluía un trozo jugable y material extra como escenas, animaciones y música. La mayor parte de este material no salió en la versión final.
Micromanía le otorgó una puntuación de 92 sobre 100.